# Kimberly Stewart
Kimberly Alana Stewart (ur. 21 sierpnia 1979 w Holmby Hills, w zachodniej części Los Angeles) – amerykańska projektantka mody, producentka telewizyjna i modelka, córka Roda Stewarta.
Ma córkę, Delilah (ur. 2011), której ojcem jest Benicio del Toro, lecz nie są parą.